# NGC 2074
NGC 2074 ist ein Emissionsnebel im Sternbild Schwertfisch mit einem eingebetteten offenen Sternhaufen. NGC 2074 ist etwa 160.000 Lichtjahre von der Erde entfernt und ist Teil der Großen Magellanschen Wolke und 30 Doradus, ebenfalls ein Emissionsnebel. 
Das Bild vom Hubble-Weltraumteleskop von NGC 2074 wurde anlässlich der 18-jährigen Erforschung durch das Teleskop und des 100.000 Orbit um die Erde am 10. August 2008 erstellt.

## Entdeckung
Der Emissionsnebel NGC 2074 wurde am 3. August 1826 von dem schottischen Astronomen James Dunlop entdeckt.